# 4:13 do Katowic
4:13 do Katowic – polski thriller z 2011 w reżyserii Andrzeja Stopy.

## Opis fabuły
Artur (Robert Więckiewicz) nie może pogodzić się z tragedią, jaka spotkała bliską mu osobę. Dlatego opracowuje plan, który ma mu pomóc uporać się z targającymi nim emocjami. O 4:13 wsiądzie we Wrocławiu do pociągu. O 6:02 zabije człowieka. O 6:51 wysiądzie w Katowicach i uśmiechnie się po raz pierwszy od dwóch lat.

## Obsada
- Robert Więckiewicz jako Artur
- Mikołaj Woubishet jako Kuczała
- Weronika Borek jako Zuzia
- Ewa Kutynia jako Pielęgniarka
- Gabriela Grabowska jako Pielęgniarka
- Krystyna Jagieło jako Pielęgniarka
- Beata Jędrzejczyk jako Pielęgniarka
- Ewa Twardowska jako Pielęgniarka
- Jacek Wawrzynek jako Ratownik medyczny
- Tomasz Lemm jako Ratownik medyczny
- Grzegorz Mecner jako Ratownik medyczny
- Marek Jarawka jako Konduktor
- Grzegorz Żymła jako Konduktor

## Nagrody i wyróżnienia
New York Underground Film Festival
- I Miejsce w kategorii filmów 3D (2012)[1].